# إبراهيم غوشة
إبراهيم غوشة (1936-2021) هو سياسي ومهندس فلسطيني ولد في مدينة القدس. هو أحد أعلام الحركة الإسلامية في فلسطين والناطق الرسمي باسم حركة المقاومة الإسلامية حماس خلال الفترة (1991-1999).

## حياته السياسة
إلتحق بالحركة الإسلامية في القدس عام 1950، وكان من الناشطين الإسلاميين في رابطة الطلاب الفلسطينيين في مصر، وتخرج في كلية الهندسة في جامعة القاهرة - تخصص هندسة مدنية عام 1961.
إنضم إلى حماس عام 1989، ترأس وفد حركة حماس في حوارها الأول مع حركة فتح في اليمن في شهر آب عام 1990، وفي محادثات الحركة الأولى مع رئيس منظمة التحرير الفلسطينية ياسر عرفات في الخرطوم في أيلول عام 1991، رئيس المكتب الإعلامي لحركة حماس والناطق الإعلامي للحركة في عمان منذ أواخر عام 1992، اعتقلته السلطات الأردنية في آب عام 1999، وقامت بإبعاده من الأردن، إنتقل إلى قطر في تشرين الثاني عام 1999، سمح له بالعودة إلى الأردن عام 2001 بشرط أن يجمد عمله السياسي في حركة حماس داخل الأردن.

## سيرته الذاتية
قد كتب إبراهيم غوشة سيرته في كتاب المئذنة الحمراء سيرة ذاتية وصدر في طبعة مجلدة في نوفمبر 2008، عن مركز الزيتونة للدراسات والإستشارات في بيروت.